# IC 1231
IC 1231 ist eine Spiralgalaxie vom Hubble-Typ Sc im Sternbild Drache am Nordsternhimmel. Sie ist schätzungsweise 243 Millionen Lichtjahre von der Milchstraße entfernt und hat einen Durchmesser von etwa 160.000 Lichtjahren.
Im selben Himmelsareal befinden sich u. a. die Galaxien PGC 2575086, PGC 2577647, PGC 2578350, PGC 2581971.
Das Objekt wurde am 22. Juni 1889 von Lewis Swift entdeckt.